# Coca-Cola

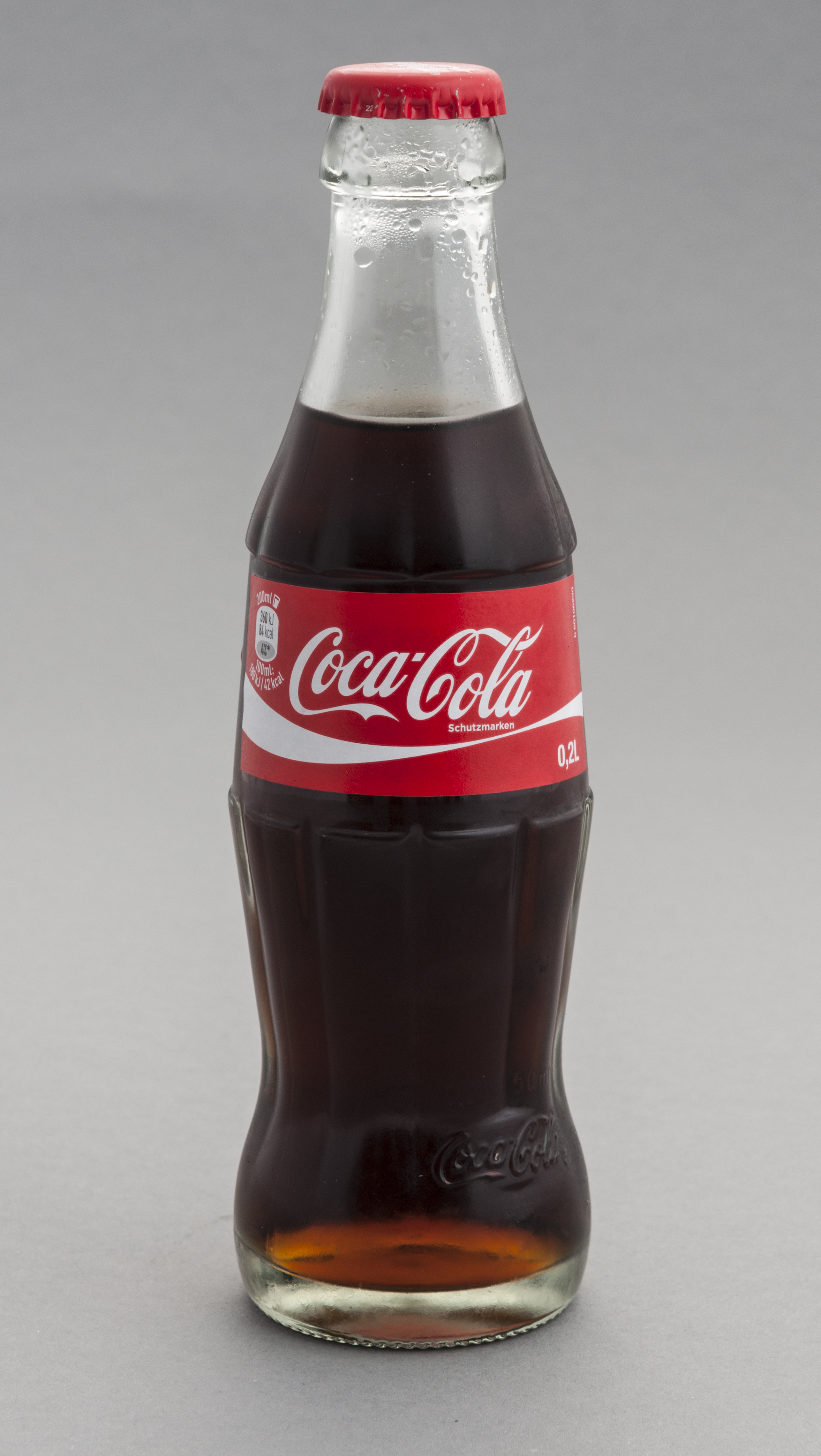
Coca-Cola si zachovala mnoho svých historických designových prvků v moderních skleněných lahvích

Coca-Cola či kokakola, od roku 1944 registrováno v USA také jako Coke (česky zkráceně „kola“), je sladký nápoj hnědé barvy s obsahem kofeinu a bezkokainového výtažku koky. Na trh byl uveden roku 1886, od roku 1892 jej vyrábí The Coca-Cola Company. Dnešní Coca-Cola je již nealkoholickým nápojem a neobsahuje víno ani kokain jako původní verze, od roku 1888 je sycená oxidem uhličitým.

## Historie

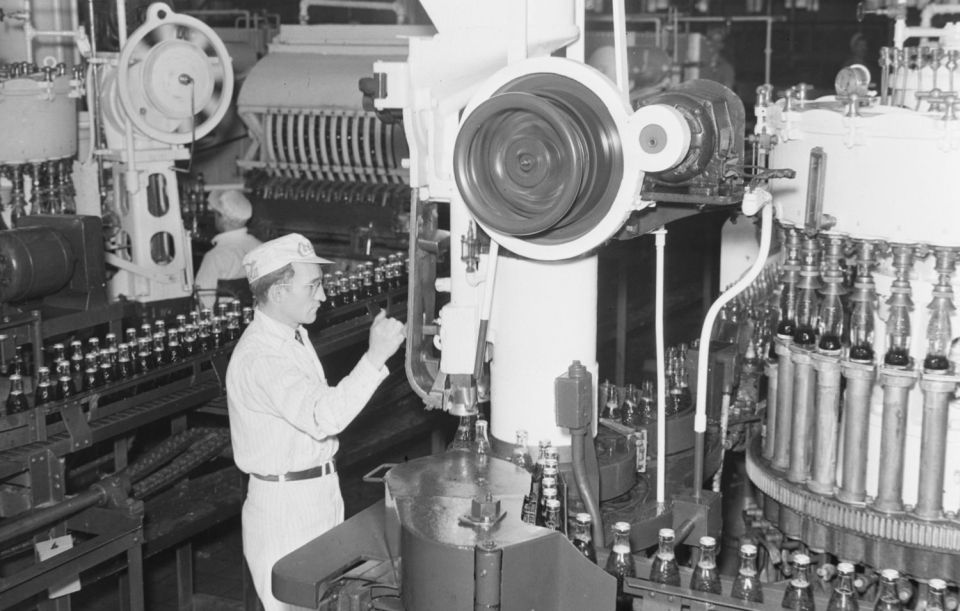
Stáčírna Coca-Coly v Montréalu v Kanadě 8. ledna 1941

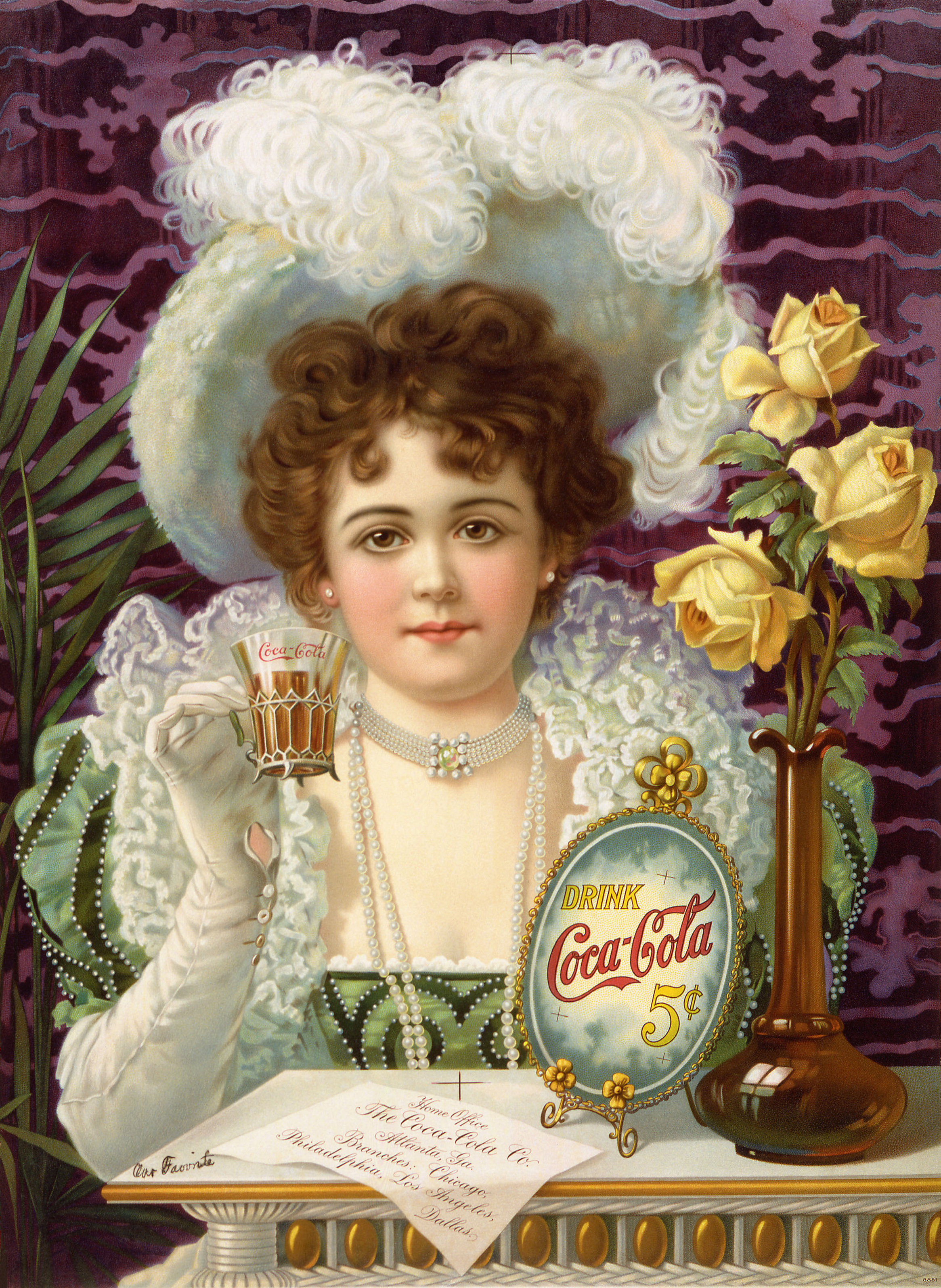
Reklama na Coca-Colu z roku 1890

Bezprostředně poté, co v roce 1860 Albert Niemann poprvé izoloval z listu koky kokain a roku 1862 Wilhelm Lossen objevil jeho chemický vzorec, byla v USA zahájena farmaceutická výroba kokainu. Paralelně si v roce 1863 korsický chemik Angelo Mariani nechal patentovat vin Mariani, Marianiho víno, s přídavkem extraktu koky. Doporučoval jej jako lahodný nápoj a medicínské tonikum pro tělo i duši, které dodá sílu přepracovaným mužům, zesláblým ženám i churavým dětem, posílí mozek i krev, dá svalům sílu a pružnost a zajistí dobré zdraví a dlouhý život. Lékaři nápoj obecně doporučovali na všechny druhy obtíží a jeho rostoucí popularita byla i inspirací ke vzniku Coca-Coly.
Coca-Colu vynalezl roku 1886 lékárník doktor John Stith Pemberton v Atlantě v USA. Název i jeho grafické zpracování ve formě dodnes používaného loga navrhl Pembertonův účetní a sekretář Frank Mason Robinson.
Poprvé byl nápoj prodáván za 5 centů v lékárně v Atlantě Willisem Venablem 8. května 1886. Zpočátku se prodávalo 9 nápojů denně. Za první rok se tak prodalo Coca-Coly za 50 dolarů, což se ani nevyrovnalo nákladům (zejména na reklamu), které činily 70 dolarů. První rok byl tedy ztrátový.
Na konci 90. let 19. století se Coca-Cola stala jedním z nejpopulárnějších nealkoholických nápojů. Když se v roce 1888 do čela Coca-Cola Company dostal farmaceut Asa Griggs Candler, vzrostl během 10 let (1890–1900) prodej více než 40×. Hlavním tahounem úspěchu byla reklama. Coca-Cola se prodávala po celých Spojených státech i v Kanadě.

## Láhev

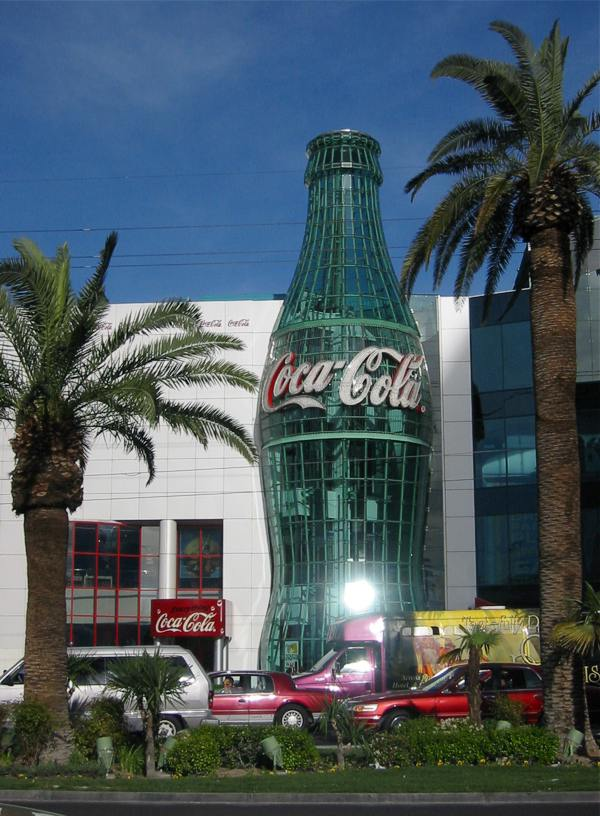
Největší láhev Coca-Coly na světě (Las Vegas, Nevada)

Současný tvar lahve byl patentován v roce 1960, nicméně je v podstatě shodný s tvarem lahve z roku 1915, který navrhl designér Earl R. Dean speciálně pro Coca-Colu, přičemž vycházel z tvaru kokového listu i kolového ořechu. Předchozí dva typy lahví měly klasický válcový tvar. Nejvyšší láhev Coca-Coly na světě je součástí muzea mapujícího historii firmy v nevadském Las Vegas.

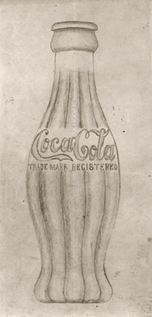
Původní designová láhev na Coca-Colu, Earl R. Dean, 1915
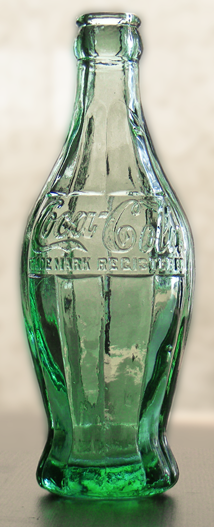
Prototyp se nikdy nedostal do výroby, protože jeho střední průměr byl větší než základna, takže byl nestabilní na pásovém dopravníku.
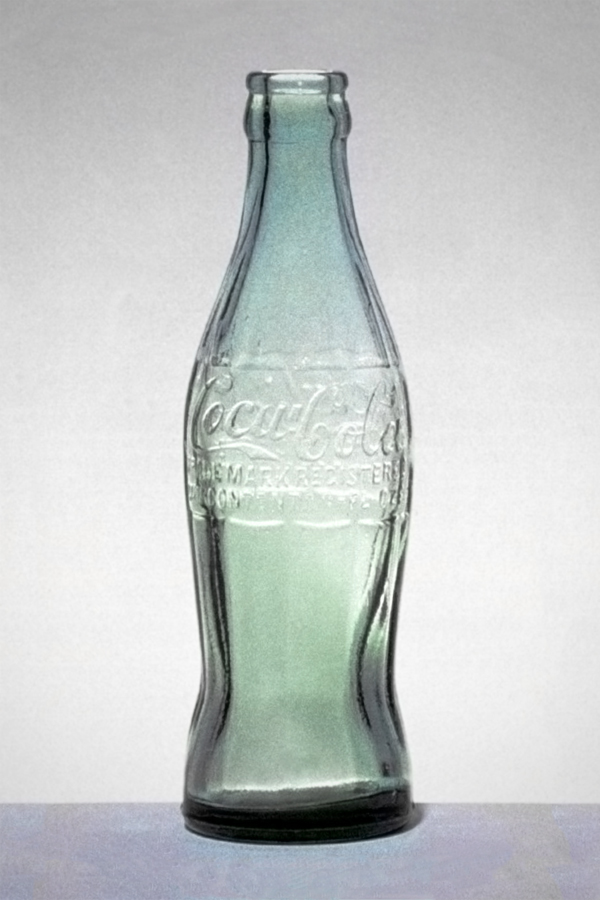
Konečná verze s tenčí střední částí.
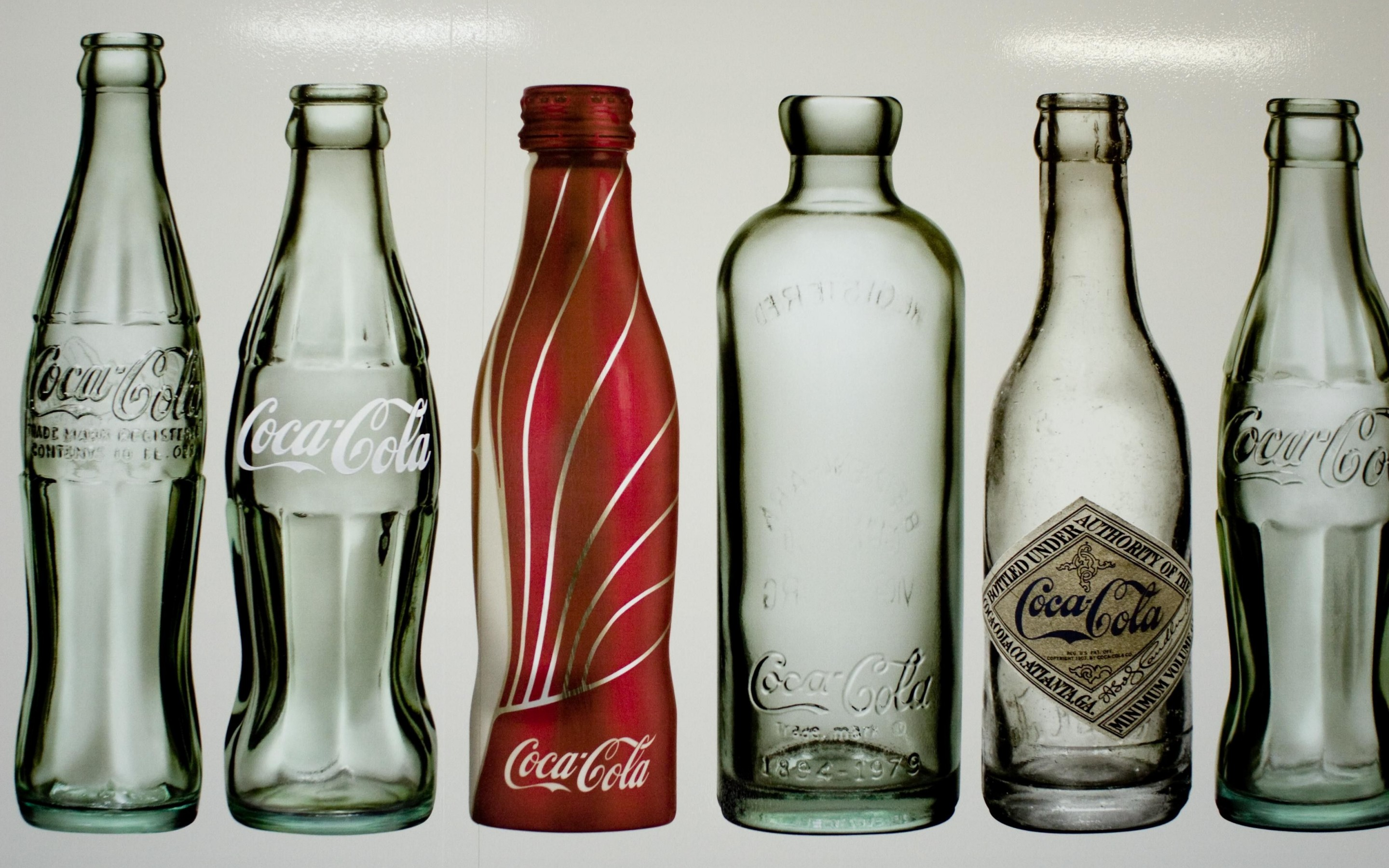
Různé používané lahve

## Kontroverze a zákazy Coca-Coly

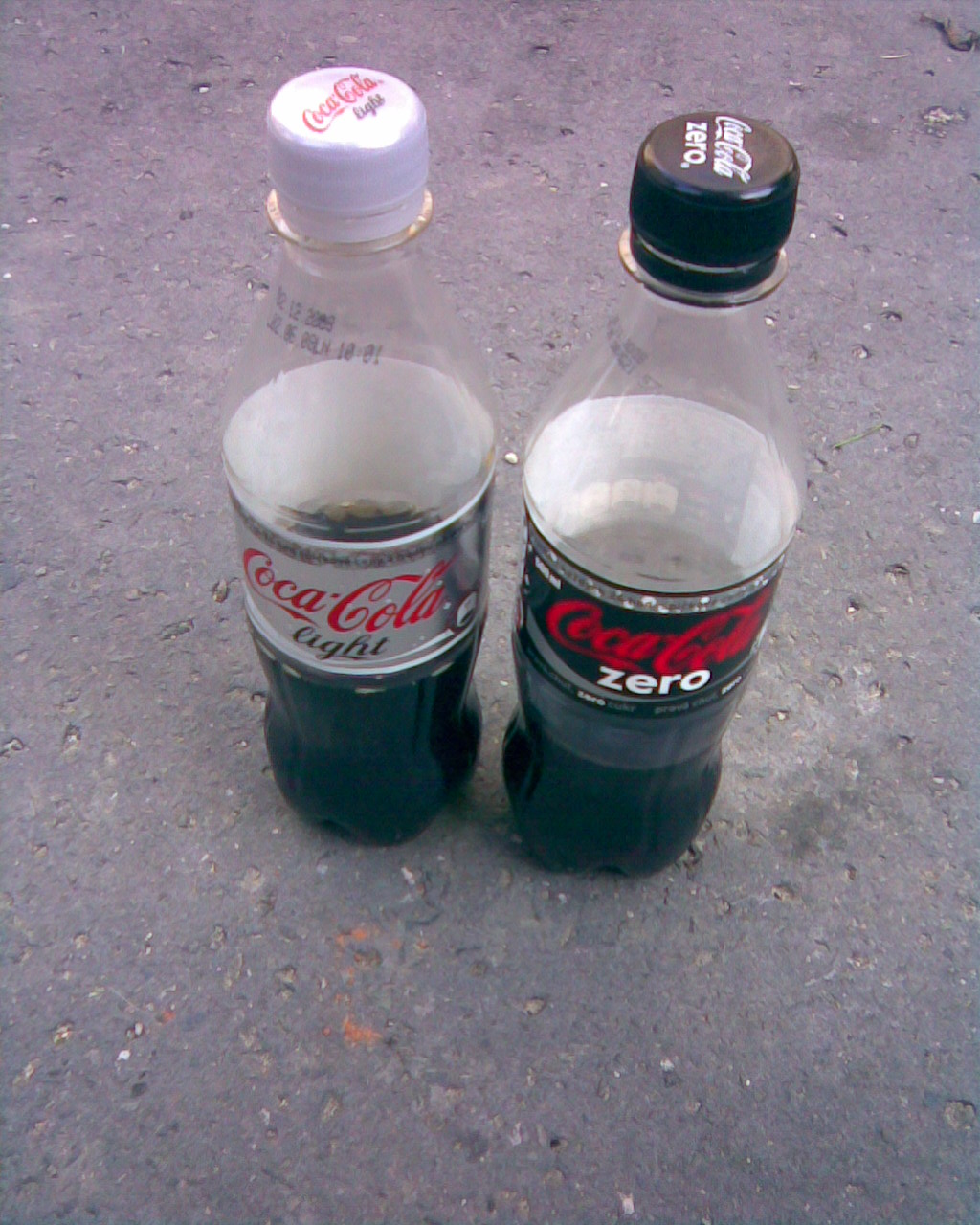
Lahve Coca-Cola Zero a Coca-Cola Light

V roce 2005 byla na trh uvedena Coca-Cola Zero, propagovaná jako kola s nulovým obsahem cukru (s výjimkou USA, Kanady a Tchaj-wanu, kde je propagována jako nápoj s 0 kaloriemi). K uvedení nápoje byla nasazena virální kampaň, která rozšiřovala vědomě nepravdivé zprávy o údajné zvažované soudní žalobě kvůli napodobování příchuti produktu. Uvedení v Austrálii doprovázel skandál, ve kterém se přišlo na to, že propagace produktu byla vedena podvrženou předvojovou skupinou; zahrnovala grafitti a spamming odkazující na blog (stejně jako skupina i www stránky se falešně vydávaly za nezávislé). Kampaň byla shledána jako scestná. Coca-Cola Zero určená pro Čínu, Venezuelu a některé další středoamerické země byla v červnu 2009 ve Venezuele zakázána kvůli obsahu problematických umělých sladidel Acesulfamu, Aspartamu a především cyklamátu sodného, který byl v roce 1969 americkým FDA zakázán pro „rakovinotvorné tumory a vrozené vady“.

V srpnu 2012, krátce po skončení letních olympijských her v Londýně, jejichž sponzorem byla Coca-Cola, se pro zákaz Coca-Coly vyslovila další středoamerická země, a to Kolumbie prostřednictvím ministra zahraničních věcí. V lednu 2017 na společnost Coca-Cola Company a Americkou asociaci výrobců nápojů podala americká nezisková organizace „Centrum pro vědu ve veřejném zájmu“ žalobu za to, že klamou zákazníky včetně dětí tím, že zlehčují vliv konzumace slazených nápojů na zdraví, že zlehčují souvislosti se vznikem kardiovaskulárních chorob, obezity a cukrovky. Kauza má potenciál zasáhnout do již rozjeté tendence zdanit slazené nápoje.

## Složení

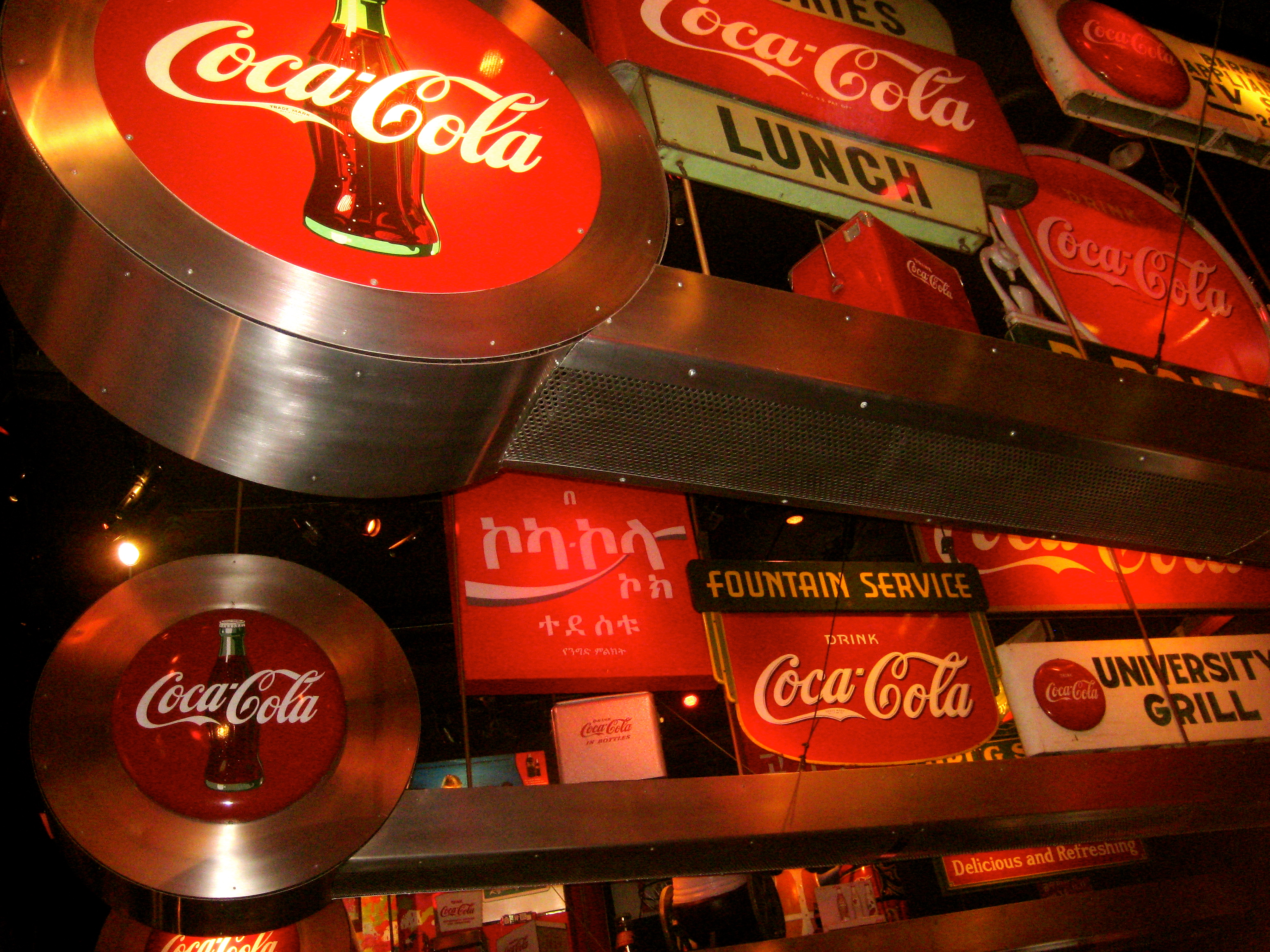
Muzeum Coca-Coly v Atlantě v Georgii

Zpočátku byl tento nápoj tvořený dvěma hlavními ingrediencemi, výtažky koky a ořechu koly, s obsahem kokainu a kofeinu, a obsahoval také víno. (Podle jiných zdrojů však Coca-Cola byla od počátku nealkoholická a vznikla v důsledku alkoholové prohibice v Atlantě vyhlášené roku 1885.) Brzy z receptury ubylo víno a Coca-Cola se stala nealkoholickým nápojem, který Pemberton propagoval jako posilující prostředek pro osvěžení ducha, proti bolestem hlavy a únavě a pro rekonvalescenci po chřipce. Roku 1888 byla obyčejná voda nahrazena sodovkou. Roku 1903 či 1904 kvůli tlaku veřejného mínění přestal být kokain do Coca-Coly přidáván a byl nahrazen zvýšením obsahu kofeinu. (Oficiálně byl v USA kokain zakázán až roku 1922.) Z chuťových důvodů je však do nápoje přidáván výtažek z koky zbavený kokainu. Odhaduje se, že firma Coca-Cola spotřebuje k výrobě Coca-Coly ročně asi 175 tun koky. Výtažek z koky dodává společnost Stepan Company z Maywoode (New Jersey), která má monopol na import koky z Peru a Bolívie, extrahovaný kokain (údajně asi 1 % hmotnosti koky) dodává farmaceutické firmě Mallinckrodt Inc. v St. Louis, která má jako jediná firma v USA licenci pro farmaceutické zpracování kokainu.[zdroj?] Exkluzivní smlouvu s Coca-Cola Company uzavřela Maywood Chemical Works z New Jersey v roce 1903; v 60. letech 20. století firmu koupila společnost Stepan Chemicals. Coca-Cola se údajně kvůli veřejnému mínění snažila tajit, že nápoj má něco společného s kokou, a v 80. letech 20. století se pokusila přestat výtažek z koky do nápoje přidávat, ale tato změna snížila úspěšnost nápoje, a proto se firma k přidávání výtažku vrátila. Coca-Cola obsahuje až 8 g/l oxidu uhličitého.
V únoru 2011 americký server Thisamericanlife.org tvrdil, že odhalil tajnou recepturu na výrobu Coca-Coly, kterou údajně nalezl na fotografii otevřené knihy v listu Atlanta Journal-Constitution z února 1979, kde je údajně kopie původního Pembertonova návodu. Podle tohoto návodu měl nápoj obsahovat tyto ingredience (množství přepočteno z uncí):
- extrakt z koky – 6 g
- kyselina fosforečná – 84 g
- kofein 28 g
- cukr – 840 g, pokud původní údaj „30“ je také v uncích
- voda – 9,36 l
- limetková šťáva – 0,946 l
- vanilka – 28 g
- karamel – 42 g nebo více kvůli barvě
- tajná ingredience 7X – 56 g do 18,7 l sirupu
- alkohol – 224 g
- pomerančový olej – 20 kapek
- citronový olej – 30 kapek
- muškátový oříšek – 10 kapek
- koriandr – 5 kapek
- neroli (silice z květů hořkého pomerančovníku) – 10 kapek
- skořice – 10 kapek

V současnosti obsahuje z ekonomických důvodů glukózo-fruktózový sirup například v USA, v ČR (od roku 2014) a Slovensku, kdežto cukr v Mexiku či Německu.

## Coca-Cola a světové jazyky

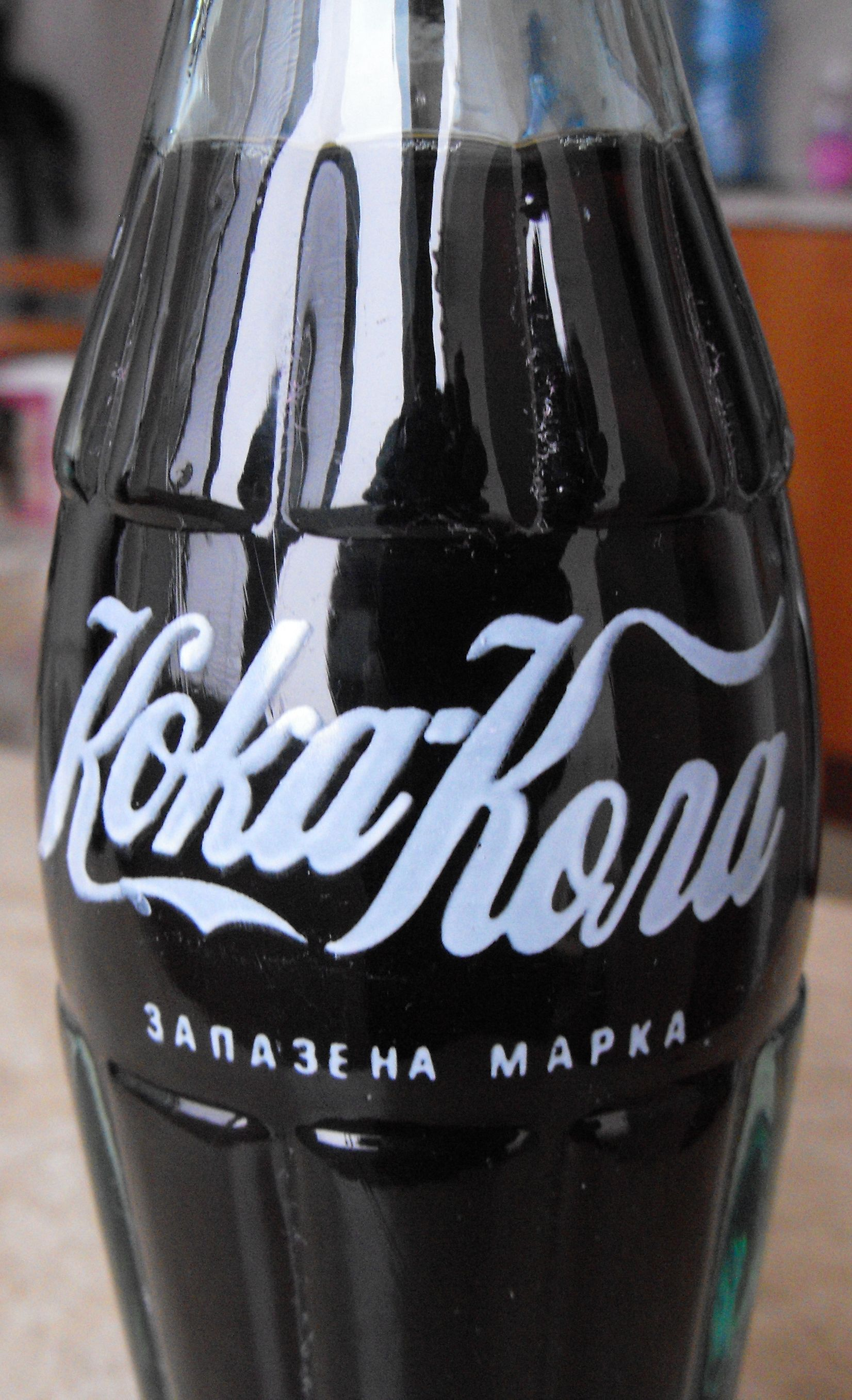
Bulharská
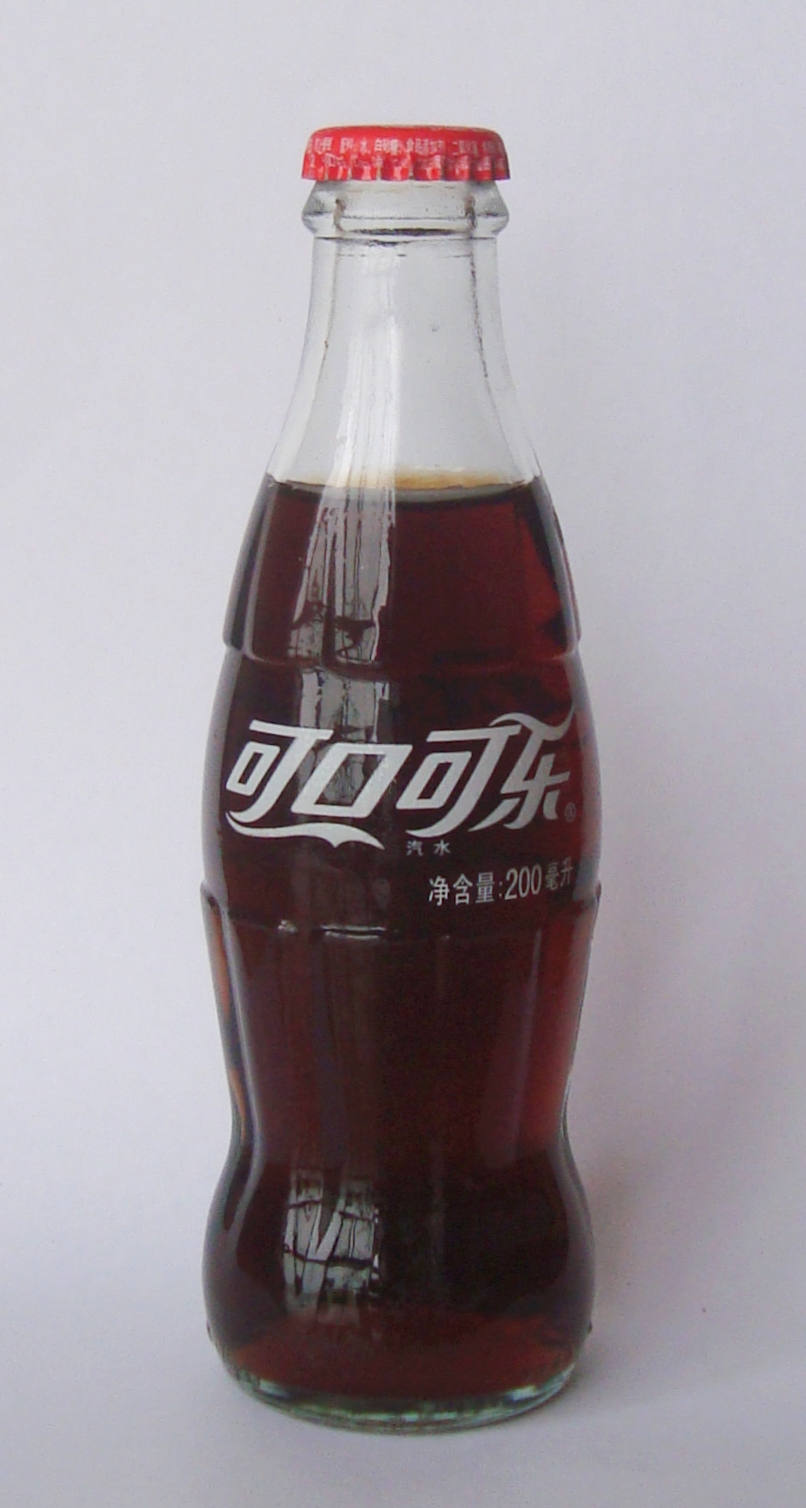
Čínská
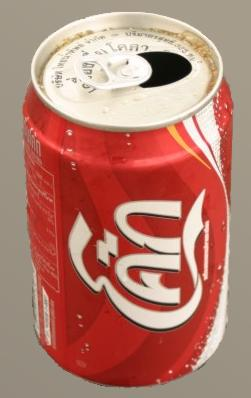
Thajská
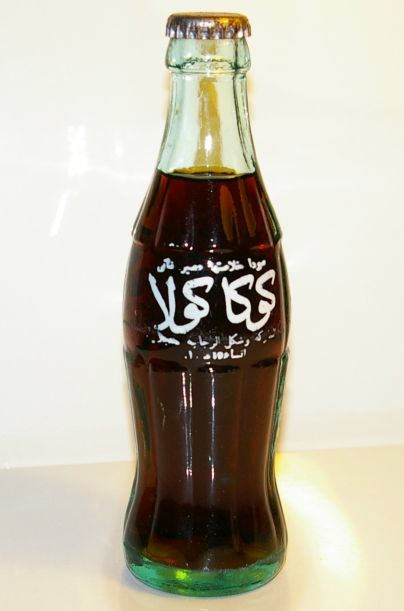
Blízký východ

### Dokumenty o Coca-Cole
- Mark Thomas on Coca Cola (z pořadu Dispatches na britském kanálu Channel 4)
- The Cost of a Coke, 30 minut, režie Matt Beard